# Willi Ginzel
Willi Ginzel (* 19. Juli 1923) ist ein ehemaliger deutscher Fußballspieler. In den 1950er Jahren spielte er für die Ost-Berliner Betriebssportgemeinschaften Einheit Pankow und Motor Oberschöneweide in der Oberliga des DDR-Sportausschusses Erstligafußball.

## Sportliche Laufbahn
Im Zweiten Weltkrieg spielte Ginzel als Soldat der Wehrmacht in der Gauliga Generalgouvernement im besetzten Polen für den Luftwaffensportverein Mölders Krakau. Mit ihm gewann diese Soldatenmannschaft, die der frühere Schalke-Trainer Otto Faist betreute, 1943 und 1944   den Bernsteinpokal und wurde Gaumeister 1944.
Ginzel tauchte 1951 erstmals in der überregionalen DDR-Presse auf, als er als Spieler der BSG Motor in Möglin im Juli in die Landesauswahl Brandenburg und im September in die so genannte Kernmannschaft zur Vorbereitung auf künftige Spiele der DDR-Nationalmannschaft berufen wurde. Dies veranlasste die BSG Einheit Pankow, den 28-jährigen Stürmer Ende September 1951 für sich zu verpflichten. 
Die Pankower spielten mit einer zusammengewürfelten Mannschaft aus ehemaligen Spielern des in der Vorsaison abgestiegenen VfB Pankow und zahlreichen Neulingen bisher erfolglos in der DS-Oberliga. Die BSG war aus politischen Gründen, um das sportliche Renommee der „Hauptstadt der DDR“ herauszustreichen, als zweite Ost-Berliner Mannschaft neben Motor Oberschöneweide ohne sportliche Qualifikation in die Oberliga eingegliedert worden. Sein erstes Oberligaspiel bestritt Ginzel am 30. September 1951 in der Begegnung des 6. Spieltages BSG Aktivist Brieske-Ost – Einheit Pankow (2:0) als halblinker Stürmer. In seinen späteren 22 Punktspielen bis zum Ende der Saison wurde er zunächst hauptsächlich als Linksaußen, später als Mittelstürmer eingesetzt. In der insgesamt sturmschwachen Mannschaft wurde er zusammen mit zwei weiteren Spielern mit fünf Treffern bester Torschütze. Mit dem schlechtesten Torverhältnis aller 19 Oberligamannschaften und nur fünf Siegen in 36 Punktspielen wurde die BSG Einheit Tabellenletzter und musste absteigen. Umso überraschender erreichte die Mannschaft das Endspiel um den DDR-Fußballpokal 1952. Zwar hatte man das Halbfinalspiel gegen Lok Stendal mit 0:1 verloren, kam aber trotzdem ins Finale, da die Stendaler einen nicht spielberechtigten Akteur eingesetzt hatten und disqualifiziert wurde. Im Endspiel trafen die Pankower auf den Vizemeister SG Volkspolizei Dresden. In der Mannschaft stand Ginzel als Mittelstürmer auf dem Platz, der mit seinen Mannschaftskameraden chancenlos mit 0:3 verlor. 
In der Saison 1952/53 bestritt Ginzel zunächst sechs Punktspiele für Einheit Pankow in der zweitklassigen DDR-Liga. Nachdem Ginzel noch am 26. Oktober 1952 für die Pankower angetreten war, tauchte er Mitte November schon im Aufgebot des Oberligisten BSG Motor Oberschöneweide auf. Am 16. November bestritt er als Einwechselspieler sein erstes Spiel für die BSG Motor und wurde danach in weiteren 16 Punktspielen als Stürmer, vorwiegend auf Linksaußen eingesetzt. Er schoss bis zum Saisonende fünf Meisterschaftstore. Da auch die BSG Motor den Klassenerhalt nicht schaffte, beendete Ginzel nach Abschluss der Saison 1952/53 30-jährig seine Laufbahn als Fußballspieler im Leistungsbereich.